# Tossviktjärnen
Tossviktjärnen är en sjö i Östersunds kommun i Jämtland och ingår i Ljungans huvudavrinningsområde. Sjön har en area på 0,0839 kvadratkilometer och ligger 330,6 meter över havet.

## Delavrinningsområde
Tossviktjärnen ingår i det delavrinningsområde (699313-145708) som SMHI kallar för Utloppet av Hornsjön. Medelhöjden är 367 meter över havet och ytan är 13,74 kvadratkilometer. Räknas de 5 avrinningsområdena uppströms in blir den ackumulerade arean 78,04 kvadratkilometer. Hållborgsån (Hållstaån) som avvattnar avrinningsområdet har biflödesordning 3, vilket innebär att vattnet flödar genom totalt 3 vattendrag innan det når havet efter 237 kilometer. Avrinningsområdet består mestadels av skog (85 procent). Avrinningsområdet har 1,36 kvadratkilometer vattenytor vilket ger det en sjöprocent på 9,9 procent.